# Alessandro Monaco
Alessandro Monaco (San Pietro Vernotico, 4 de febrero de 1998) es un ciclista italiano.

## Biografía

### Inicios y carrera amateur
Además de su carrera ciclista, Alessandro Monaco comenzó a estudiar derecho en la Universidad de Urbino.
En la categoría júnior, menores de 19 años, destacó especialmente durante la temporada 2016 al ganar el Tre Giorni Orobica, una carrera por etapas de nivel nacional, donde también ganó la etapa Passo del Maniva. El mismo año finalizó tercero en el Loano City Trophy y cuarto en el Giro della Lunigiana.
En 2017 hizo su debut sub-23 con el equipo toscano Hopplà-Petroli Firenze.

### Carrera profesional
Se incorporó al equipo Bardiani-CSF-Faizanè en 2020.

## Palmarés
2023
- 1 etapa de la Aziz Shusha

## Equipos
- Bardiani-CSF-Faizanè (2020-2021)
- Giotti Victoria-Savini Due (2022)
- Team Technipes #inEmiliaRomagna (2023)
- Team Corratec-Vini Fantini (2024)